# Saligny-le-Vif
Saligny-le-Vif ist eine Ortschaft und eine ehemalige französische Gemeinde mit 185 Einwohnern (Stand: 1. Januar 2019) im Département Cher in der Region Centre-Val de Loire. Sie gehörte zum Arrondissement Bourges und zum Kanton Avord (bis 2015: Kanton Baugy). Die Einwohner werden Saligniens genannt.
Mit Wirkung vom 1. Januar 2019 wurden die ehemaligen Gemeinden Baugy, Laverdines und Saligny-le-Vif zur namensgleichen Commune nouvelle Baugy zusammengeschlossen und haben in der neuen Gemeinde der Status einer Commune déléguée. Der Verwaltungssitz befindet sich im Ort Baugy.

## Geografie
Saligny-le-Vif liegt in der Landschaft Berry etwa 25 Kilometer ostsüdöstlich von Bourges. Umgeben wird Saligny-le-Vif von den Nachbarorten Villequiers im Norden und Nordosten, Laverdines im Osten, Bengy-sur-Craon im Süden, Avord im Westen sowie Baugy im Nordwesten.

## Bevölkerung
| Jahr      | 1793 | 1800 | 1872 | 1906 | 1931 | 1936 | 1946 | 1954 | 1962 | 1968 | 1975 | 1982 | 1990 | 1999 | 2006 | 2013 |
| --------- | ---- | ---- | ---- | ---- | ---- | ---- | ---- | ---- | ---- | ---- | ---- | ---- | ---- | ---- | ---- | ---- |
| Einwohner | 388  | 481  | 517  | 400  | 288  | 276  | 258  | 233  | 243  | 243  | 178  | 151  | 143  | 157  | 159  | 190  |

## Sehenswürdigkeiten
- Reste einer Turmhügelburg in Le Grand-Nuisement
- Kirche Saint-Pierre (siehe auch: Liste der Monuments historiques in Baugy (Cher))

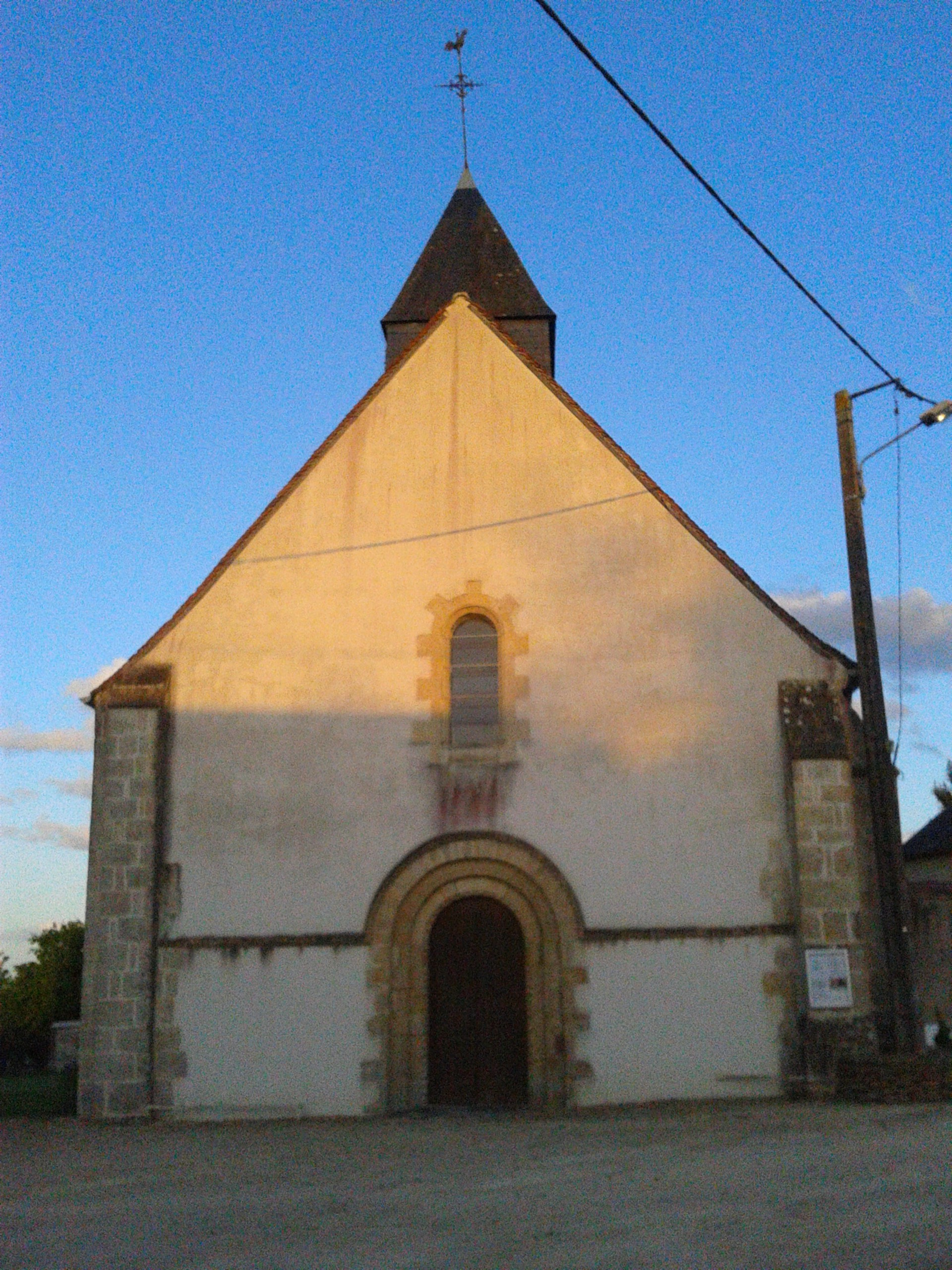
Kirche Saint-Pierre

## Persönlichkeiten
- Joseph Auré (1932–2016), Radrennfahrer